# Diplotaxis zapoteca
Diplotaxis zapoteca är en skalbaggsart som beskrevs av Patricia Vaurie 1958. Diplotaxis zapoteca ingår i släktet Diplotaxis och familjen Melolonthidae. Inga underarter finns listade i Catalogue of Life.